# Forteresse de Kodak
La forteresse de Kodak (en ukrainien : Кодацька фортеця, Kodats'ka fortetsia) est une forteresse située sur la rive droite du Dniepr, au sud de Dnipropetrovsk, en Ukraine. 
Elle fut construite en 1635 par Stanisław Koniecpolski sous l'ordre de Ladislas IV Vasa et du Sejm. La forteresse coûta 100 000 złoty de l'époque. Elle fut capturée et détruite en 1635 par les cosaques avec Ivan Soulyma à leur tête, puis reconstruite trois fois plus grande en 1639 par Fryderyk Getkant.
Elle fut finalement détruite, par les Russes de Pierre Ier de Russie, en application du traité du Prout de 1711. Le site est actuellement en ruine.
D'aucuns affirment que cette forteresse a été construite en 1635 par Guillaume Levasseur de Beauplan qui a laissé une "description de l'Ukraine" que Gogol a utilisée dans son "Taras Boulba".                        Réf : Gogol, nouvelles complètes, quarto Gallimard, page 429.

## Galerie d'images

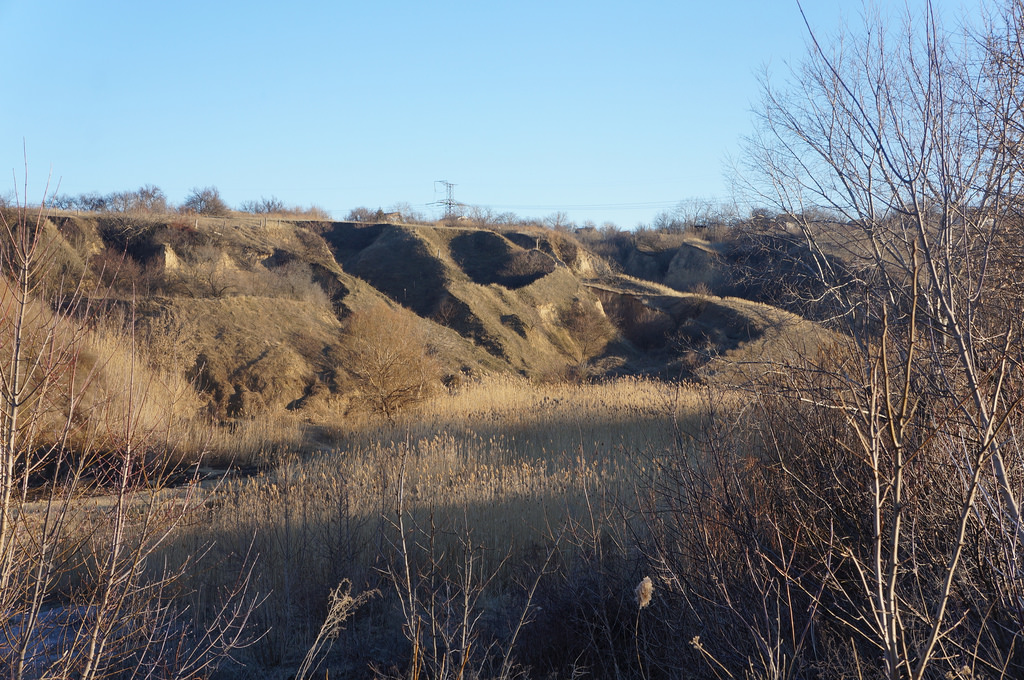
Vestiges des fortifications de Kodak.
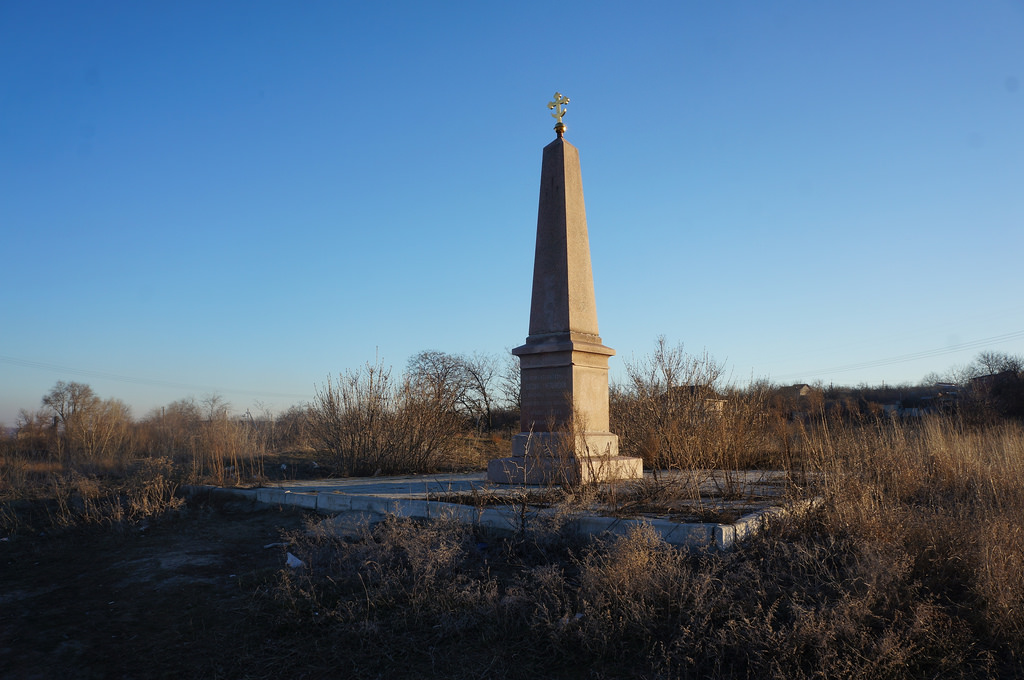
Monument commémorant la prise de la forteresse de Kodak par les cosaques.